# Basilica di Santa Maria delle Grazie (Grado)
La basilica di Santa Maria delle Grazie è una delle due basiliche paleocristiane di Grado. Si affaccia sul Campo dei Patriarchi, nel centro storico della città, a pochi passi dal Battistero e dalla Basilica di Sant'Eufemia, mentre i resti di una terza basilica (la Basilica della Corte) sono visibili a poca distanza, ai limiti del castrum romano.

## Storia
La basilica è stata costruita alla fine del VI secolo per volontà del Patriarca Elia, che negli stessi anni completò la costruzione della Basilica di Sant'Eufemia e avviò i lavori per la prima chiesa di Barbana.
La chiesa venne edificata sul sito di una precedente basilica paleocristiana risalente alla prima metà del V secolo, forse voluta dal vescovo Cromazio.
I due stadi della costruzione risultano evidenti nell'interno, che i restauri dell'architetto Alessandro Rimini nel 1924 hanno ripristinato a due livelli. L'altare e la navata centrale sorgono al livello della basilica eliana, mentre la navata destra e parte dell'abside, coperte da mosaici decorativi con motivi geometrici ed epigrafi, risalgono alla prima edificazione e sono posizionate circa un metro più in basso.

## Descrizione

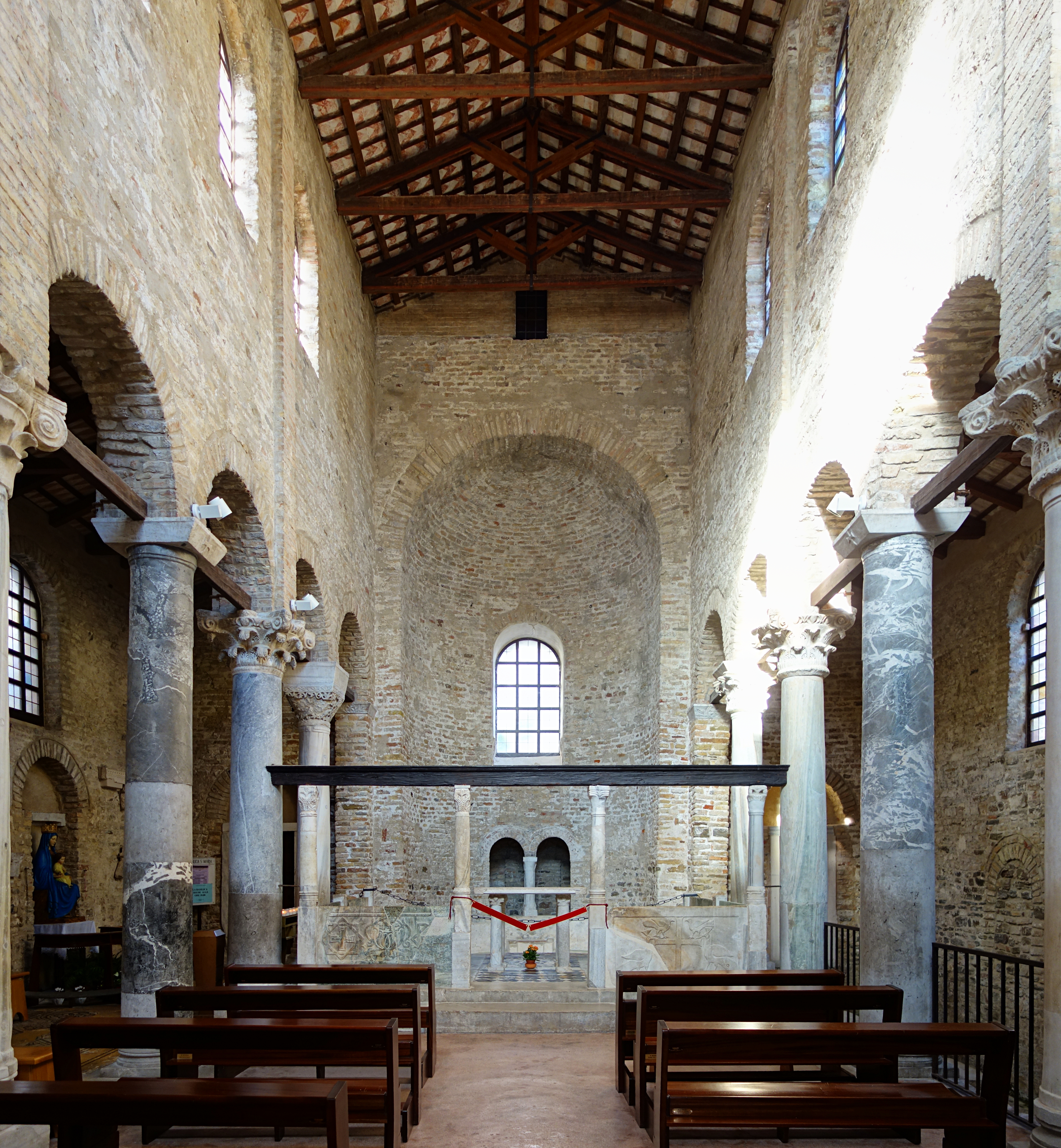
L'interno

La basilica ha curiosamente una base quadrata sia nella pianta che nell'alzato. L'interno è scandito da tre navate separate da due file di cinque colonne marmoree di provenienza diversa. Di particolare interesse l'altare, l'acquasantiera e la statua lignea della Madonna delle Grazie, tradizionale meta devozionale della popolazione gradese.
L'architettura della basilica è caratterizzata dal forte slancio verticale della navata centrale. La facciata in pietra e mattoni ha tre porte ed è ingentilita da una trifora.